# خايمي دي أنغولو
خايمي دي أنغولو (بالإنجليزية: Jaime de Angulo)‏ (1887، باريس في فرنسا - 1950)؛ شاعر وروائي أمريكي. درس في جامعة كاليفورنيا.